# Striuntius lineatus
Striuntius lineatus (Duncker, 1904) è un pesce appartenente alla famiglia Cyprinidae proveniente dal sud-est asiatico. È l'unica specie nel genere Striuntius.

## Distribuzione e habitat
È diffuso nelle paludi di Indonesia e Malaysia.

## Descrizione
Presenta un corpo allungato attraversato da diverse striature orizzontali più scure, che può raggiungere una lunghezza massima di 5,3 cm. I barbigli, se presenti, sono molto corti. Le labbra sono carnose.
Somiglia molto a Desmopuntius johorensis.

## Riproduzione
È oviparo e la fecondazione è esterna. Disperde le uova su piante acquatiche.

## Tassonomia
Prima classificato nei generi Barbus e Puntius, dal 2013 è in un genere a parte, Striuntius. Il nome di questo genere deriva dalle parole Puntius e striatus.